# Иванчиково (Московская область)
Иванчиково — деревня в Зарайском районе Московской области, в составе муниципального образования сельское поселение Струпненское (до 29 ноября 2006 года входила в состав Струпненского сельского округа), деревня связана автобусным сообщением с райцентром и соседними населёнными пунктами.

## Население
| 2002 | 2006 | 2010 |
| ---- | ---- | ---- |
| 113  | ↗115 | ↗116 |

## География
Иванчиково расположено в 9 км на юго-запад от Зарайска, на левом берегу реки Осётр, высота центра деревни над уровнем моря — 145 м.

## История
Иванчиково впервые упоминается в «Экономических примечаниях» 1790 года, согласно которым в деревне числилось 22 двора и 172 жителя, в 1858 году — 72 двора и 280 жителей, в 1884 году — 0 житель, в 1906 году — 59 дворов и 467 жителей.
В 1930 году был образован колхоз «Победа», с 1950 года — в составе колхоза им. Чапаева, с 1961 года — в составе совхоза «Чулки-Соколово».